# Klub Wałdajski

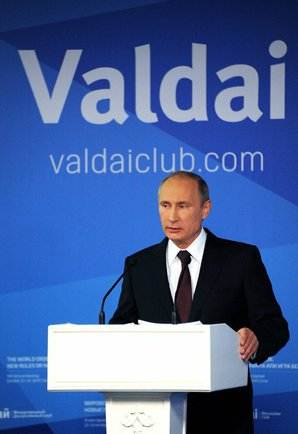
Władimir Putin na spotkaniu Klubu Wałdajskiego w 2014 roku

Międzynarodowy klub dyskusyjny „Wałdaj” – coroczne spotkanie znanych ekspertów, specjalizujących się w studiach nad polityką wewnętrzną i zagraniczną Rosji.
Klub powstał we wrześniu 2004 z inicjatywy agencji „RIA Nowosti”, Rady Polityki Zagranicznej i Obronnej Rosji, gazety „The Moscow Times” oraz periodyków „Rosja w polityce globalnej” i „Russia Profile”.

## Sesje
Pierwsza sesja klubu odbyła się we wrześniu 2004 w Wielkim Nowogrodzie niedaleko jeziora Wałdaj. Tematem spotkania była „Rosja na krawędzi wieków – nadzieje i realia”. Uczestnicy spotkali się z Władimirem Putinem.
Druga sesja klubu w 2005 odbyła się na pokładzie komfortowego statku „Aleksander Radiszczew” po Kanale imienia Moskwy na trasie z Moskwy do Tweru i z powrotem. Hasłem było „Rosja – kalejdoskop polityczny”.
Trzecia sesja klubu w 2006 odbyła się w Moskwie i Chanty-Mansyjsku (stolicy największego w Rosji zagłębia naftowego na Syberii Zachodniej). Tematem była „Globalna energetyka XXI wieku – rola i miejsce Rosji”.
Czwarta sesja klubu w 2007 odbyła się w stolicy Tatarstanu Kazaniu z udziałem ok. stu politologów, dziennikarzy i działaczy politycznych z 12 krajów. Uczestniczył I wicepremier Siergiej Iwanow oraz patriarcha Moskwy i Wszechrusi Aleksy II. Uczestnicy sesji udali się do Soczi na spotkanie z Władimirem Putinem.
Piąta sesja klubu w 2008 odbyła się w Rostowie nad Donem. Tematem sesji była „Rola Rosji w światowej rewolucji geopolitycznej początku XXI wieku”. Także w tym przypadku uczestnicy spotkali się z prezydentem Miedwiediewem, premierem Putinem i innymi osobistościami.
Szósta sesja klubu w 2009 odbyła się na Dalekim Wschodzie w Jakucku. Temat sesji: „Rosja i Zachód – przeszłość i przyszłość”. Z Polski zaproszono Leszka Millera.
Siódma sesja klubu w 2010 odbyła się w Sankt Petersburgu. Uczestnicy spotkali się też z Władimirem Putinem w jego letniej czarnomorskiej rezydencji w Soczi. Tematem była „Rosja – historia i przyszły rozwój”. Ze strony Polski uczestniczyli Adam Michnik, Leszek Miller oraz Andrzej Rozenek.
Ósma sesja klubu w 2011 odbyła się w Kałudze i w Moskwie. Tematem były „Wybory 2011-2012 i przyszłość Rosji: Scenariusze rozwoju na następne 5-8 lat”.
Dziewiąta sesja klubu w 2012 odbyła się w Petersburgu i Moskwie. Temat brzmiał „Przyszłość tworzy się obecnie: Scenariusze rozwoju ekonomicznego Rosji”.
Dziesiąta sesja klubu w 2013 odbyła się w obwodzie nowogrodzkim. Tematem była „Różnorodność Rosji dla współczesnego świata”.
Jedenasta sesja klubu w 2014 odbyła się w Soczi. Temat brzmiał: „Porządek świata: nowe zasady czy gra bez zasad”.
Dwunasta sesja klubu w 2015 odbyła się w Soczi. Temat brzmiał: „Społeczeństwa między wojną a pokojem: przezwyciężenie logiki konfliktu w jutrzejszym świecie”.
Trzynasta sesja klubu w 2016 odbyła się w Soczi. Temat brzmiał: „Przyszłość w toku: kształtowanie świata jutra”.
Czternasta sesja  klubu w 2017 odbyła się w Soczi. Temat brzmiał: „Twórcza destrukcja: Czy z obecnych konfliktów wyłoni się nowy porządek światowy?”.
Piętnasta sesja klubu w 2018 odbyła się w Soczi. Temat brzmiał: „Rosja: Agenda na XXI wiek”.
Szesnasta sesja klubu w 2019 odbyła się w Soczi. Temat brzmiał: „Przebudzenie Wschodu a ład globalny”.